# Zimmerit

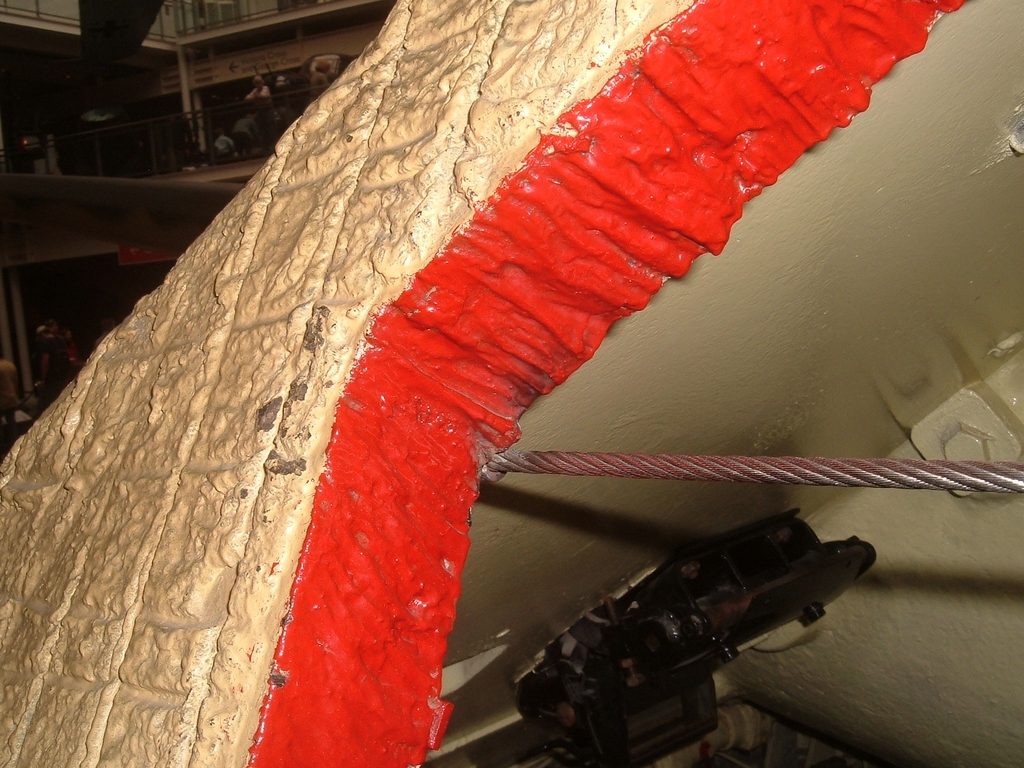
Lo spessore dello Zimmerit

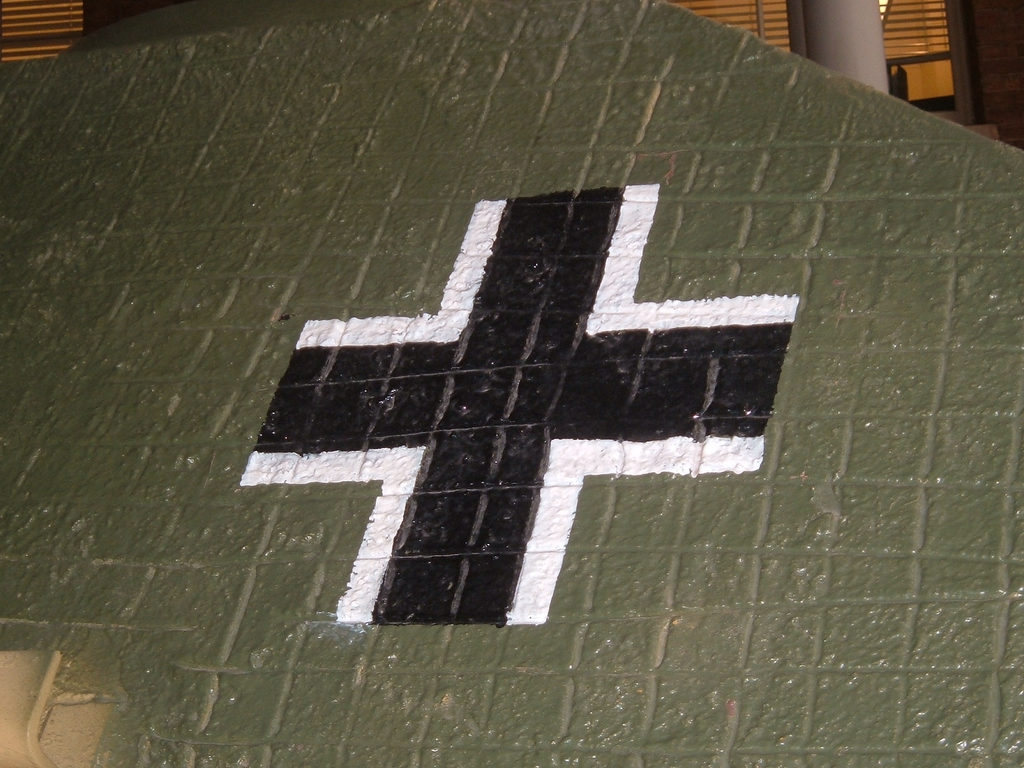
Dettaglio dello Zimmerit

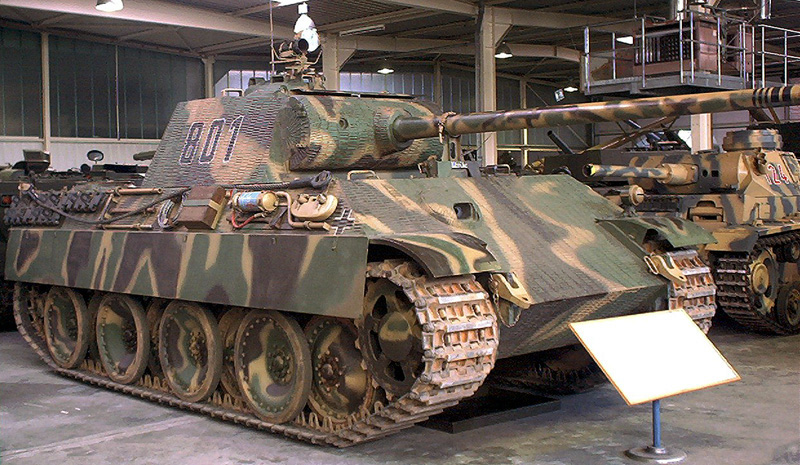
Panther (Pz. V) rivestito con lo Zimmerit

Lo Zimmerit era un rivestimento, prodotto dalla Chemische Werke Zimmer A.G., contro le mine magnetiche applicato sui mezzi corazzati tedeschi durante la fase centrale della seconda guerra mondiale.
Il principio base di questo rivestimento, che di per sé non aveva proprietà antimagnetiche, era quello di creare una superficie rugosa che riducesse l'area di contatto tra lo scafo del carro e la mina oltre a creare una maggiore distanza tra la stessa e la corazza. In altre parole si voleva provocare il distacco dell'ordigno a causa del suo stesso peso e delle vibrazioni prodotte durante il movimento del mezzo.
La pasta era ottenuta miscelando solfato di bario (40%), polivinilacetato (PVA) per il 25%, pigmento ocra (15%), segatura (10%) e solfito di zinco per il restante 10%.
Lo Zimmerit venne applicato a tutti i mezzi corazzati che operassero vicino alla linea del fronte, sia carri armati che cannoni semoventi, mentre trovò una limitatissima applicazione su altre tipologie di veicoli. Come detto l'applicazione di questo rivestimento dava al mezzo un aspetto rugoso.
L'applicazione dello Zimmerit avveniva direttamente in fabbrica. Su molti veicoli venne applicato però sul campo. Questo spiega perché non esista uno schema unico di applicazione su tutti i mezzi ma si ritrovino diverse forme, che vanno da quella a blocchetti regolari, che in teoria doveva essere lo standard, a forme meno comuni come quelle romboidali che ricordavano lo schema delle cialde dei wafer.
Lo Zimmerit trovò il suo massimo impiego sui veicoli impiegati nelle offensive; venne eliminato verso la metà del 1944, quando i mezzi corazzati tedeschi si trovarono sulla difensiva. Anche il miglioramento delle armi controcarro contribuì a renderlo obsoleto.